# Shu-bi-dua 10-18
Shu-bi-dua 10-18 er navnet på et bokssæt udsendt af Shu-bi-dua i 2010. Boksen indeholder gruppens sidste ni studiealbum i remastered udgaver med bonusnumre, som i et vist omfang ikke tidligere har været udgivet.

## Indhold
- Shu-bi-dua 10, 1983
- Shu-bi-dua 11, 1985
- Shu-bi-dua 12, 1987
- Shu-bi-dua 13, 1992
- Shu-bi-dua 14, 1993
- Shu-bi-dua 15, 1995
- Shu-bi-du@ 16, 1997
- Shu-bi-dua 17, 2000
- Shu-bi-dua 18, 2005